# ورزشگاه برادفیلد
ورزشگاه برادفیلد (به انگلیسی: Broadfield Stadium) یک ورزشگاه فوتبال در بریتانیا است که در کراولی واقع شده‌است.